# Црква Свете Текле у Даниловграду
Црква Свете првомученице Текле Равноапостолне је саборни храм у Даниловграду. Припада Митрополији црногорско-приморској Српске православне цркве.

## Положај
Међу скоро педесет храмова на територији општине Даниловград, од којих су многи славни својом старином и догађајима који су за њих везани, најважнији и један од најстаријих је храм свете првомученице Текле Равноапостолне, који се налази у самом граду, на узвишењу познатом као Мала Главица. Тај храм је саборни за све даниловградске парохије, или, како је написано на каменој плочи изнад врата храма, соборни племена бјелопавлицкаго.

## Историја
О најранијем историјату храма мало се зна. Познато је да је у старини, док су припадници племена Бјелопавлића живјели у брдским селима изнад равнице око ријеке Зете, мјеста на којима се сада налази град Даниловград насељавали припадници племена Ћеклићи, који су касније прешли на територију старе Црне Горе. Претпоставља се да име тог племена потиче управо од назива храма свете Текле, у народу познатој као 'Света Ћекла'. Касније, оснивањем града, храм добија статус саборног. Нико се није озбиљније бавио археолошким истраживањима старости овог храма. Први писани траг о њему везује се за бој на Ћуриоцу 1792. године, који се завршио управо код храма свете Текле, када су бјелопавлићки јунаци одбранили храм од турске војске која је хтјела да га запали. О томе Његош у "Огледалу српском" пише: 
Кад то виђе попе Бошковићу, 

викну попе из грла бијела: 

А Брђани, црн ви образ био, 

Ћурилац нам Турци опалише, 

и ево их до Главице Мале, 

сад ће Ћеклу опалити цркву!
Лазар Томановић је писао о овој цркви. Темељна обнова цркве извршена је 1900. године, о чему свједочи поменута камена табла изнад улаза у цркву. Постављен је и иконостас скромније израде у четири нивоа, који је, заједно са великим распећем, досезао до свода храма. Иконе које су постављене на иконостасу биле су литографије, осим реда престоних икона, које су биле осликане, и које су такође биле скромније израде, у стилу класицизма. У вријеме ове обнове настојатељ храма је био дугогодишњи парох даниловградски протојереј Јован Велашевић, који је 1904. године успио да за цркву набави цијели комплет богослужбених књига штампаних у Царској Русији, које се и данас чувају у цркви. Између два рата набављена су три звона, рађена у једној од ливница на простору данашње Хрватске, од којих се два и данас користе.
Првобитно, око цркве није било гробова, осим неколико гробова знаменитих бјелопавлићких народних првака, посебно оних из породице Бошковић, из које су генерацијама рукополагани настојатељи овог храма, и чији се гробови налазе са сјеверне стране цркве. Међутим, временом, а највише између два рата и након завршетка Другог свјетског рата, око цркве је почело масовно сахрањивање, тако да је гробље код храма свете Текле стекло статус главног градског гробља, а овај саборни храм стекао, између осталог, функцију гробљанске цркве, који, за један по старини и историјату тако значајан храм, представља извјесну деградацију. Након Другог свјетског рата дуго времена у храму није обављано богослужење, а црква је једно краће вријеме кориштена као магацин. У каснијем периоду богослужења су ријетко обављана. Током обнове манастира Ждребаоника, у другој половини осамдесетих година 20. вијека, мошти Светог Арсенија су се налазиле у цркви свете Текле око годину дана, када су у цркви повремено служене свете Литургије. Редовни црквени живот у овом храму је обновљен почетком деведесетих година 20. вијека, а за првог сталног пароха постављен је протојереј Драгољуб Пантелић 1997. године.
Посљедња значајнија обнова храма извршена је 2000.-2001. године, када је настојатељ храма био јереј Драган Томић, и када је уређена фасада храма, кров замијењен, црква изнутра поново омалтерисана, направљена камена стаза до храма и плато испред улаза, као и чесма на сјевероисточном углу здања. Том приликом у олтарској апсиди је иконописац Владимир Бата Кидишевић осликао велики живопис Богородице Оранте - Шира од небеса. Тада је замијењено и једно од звона, које је било напукло, новим звоном, израђеним у ливници у Србији, а које је прибављено трудом и љубављу породице Вуковић из Даниловграда. Такође, 2005. године у храму је постављен нови, резбарени иконостас, са иконама у византијском стилу, те набављен владичански трон, трон за икону Богородице, налоњ за цјеливајућу икону и полијелеј - хорос са иконама, док је палионик свијећа измјештен ван храма, уз сјеверни зид цркве.

## Архитектура
Црква има сва обиљежја традиционалног црквеног градитељства на том простору. Саграђена од грубо тесаног камена, као једнобродна грађевина са олтарском апсидом и звоником на преслицу, који смјешта три звона. Звоник је рађен од камена финије израде, док је под храма рађен од бијелих камених квадера. На крову цркве налазе се два вишекрака метална крста, а звоник је украшен скромним каменим украсима по крајевима. Унутрашњи зидови цркве су испресијецани пиластрима, који су повезани плитким луковима, овјенчаним хоризонталним вијенцем, од кога се свод лучно савија. Свод у нивоу пиластара пресијецају лукови. У сјеверном дијелу олтара налази се полукружна ниша у којој је смјештена проскомидија.

## Данас
Данас се у храму свете Текле свакодневно обављају света богослужења, а црквена заједница, која се окупља око храма, има изразито литургијски карактер и одликује се здравим мисионарским активизмом, који је утемељио протојереј Слободан Зековић (данас је старјешина Саборног храма у Бару), а наставио протојереј Жељко Ћалић, који је сада настојатељ овог храма. Храм припада Архијерејском намјесништву Подгоричко-даниловградском и то је Прва парохија даниловградска, Црквене општине Даниловград. При храму, поред старјешине храма, оца Жељка Ћалића, служи и јереј Зарија Вуковић и ђакон Радуле Живаљевић. При храму постоји Православно братство Свети Арсеније – Даниловград. У току је изградња новог саборног храма Преподобне мати Параскеве – Свете Петке, на Божовој главици, који ће, по завршетку, преузети улогу саборног храма за подручје општине Даниловград.

## Светиње у храму
Најважнија светиња која се чува у цркви је дио моштију Свете Текле, који је парохија даниловградска добила на дар од Митрополије дабробосанске, пошто се у Сарајеву чува десница ове светитељке. У част Преподобне мати Параскеве, која је слава свију Бјелопавлића, у храму се чува и једна честица њених светих моштију, као и дио одежде Светог Арсенија, које су биле на његовим моштима до пресвлачења, а које је обављено крајем осамдесетих година 20. вијека. С обзиром на то да је Света Текла прва жена хришћанска мученица, парохија се труди да у храм сабира и мошти других светих мученика, тако да се у храму поред наведених моштију чувају и дјелови моштију Превлачких, Момишићких и Јасеновачких мученика. Све ове мошти се износе на поклоњење вјернима током празничних служби. У храму се такође налази велика и поштована икона Богородице, копија чудотворне Богородичине иконе Лепавинске.

## Књижница
Осим књига поменутих у вези са историјатом цркве, у храму се чува више књига штампаних у царској Русији и Аустрији (каснијој Аустроугарској), а које потичу из средине 19. вијека, међу којима је и једно Јеванђеље са посветом митрополита црногорског Илариона Рогановића), на којем се налазе потписи српског патријарха Германа и бугарског патријарха Кирила, као и владика који су овим предстојатељима били у пратњи, из двије посјете Црној Гори током шездесетих година 20. вијека. Такође, и на осталим старим издањима налазе се посвете дародаваца и други аутографи из различитих периода.

## Галерија
- Сјеверна врата храма
- Гроб на гробљу око цркве
- Гроб на гробљу око цркве
- Гроб на гробљу око цркве